# 團村戰鬥
團村戰鬥發生於1933年12月12日－14日，地點則是在中國江西黎川。是第一次国共内战中央苏区第五次反围剿战争主要戰鬥之一，交戰一方為中華民國國民政府領導的國民革命軍（以下簡稱國軍），另一方則為中國共產黨所領導之中國工農紅軍（以下簡稱紅軍）。

## 戰役過程
国军以一个师守黎川，三个师由陈诚率领向德胜关（福建江西交界）推进。当时，红三军团司令彭德怀的指挥所设在黎川县城通往德胜关大路之间团村的一座高山----撮斗寨山头上。国军人以3万多兵力向该地区发起猛烈进攻。红三军团一部在彭德怀指挥下，英勇善战，不怕牺牲，仅以国军三分之一的兵力，一举击溃国军12个团，国军慌忙向黎川城溃逃。此次战斗，红四师师长张锡龙牺牲；红十五师师长吴高群重伤，抢救无效，逝世。
战斗经过：国军以两师十二个团进至团村东十余里，离德胜关亦十余里；另以三个团组成的师呈倒品字形摆成。红军预先布置一个师在正面钳制，分多组佯攻；另以三个师隐蔽在国军之第二梯队左侧后约五六里之处，白军未发觉，亦不注意搜索。白军第一梯队两个师十二个团，各约展开一半兵力；二梯队之一个师（三个团）筹划做碉堡之事。信号一发，红军正面之师积极佯攻，埋伏之主力（红军三个团）同时猛烈突入白军之第二梯队，手榴弹声，机、步枪声，杀声相混杂。白军第二梯队大乱，波及第一梯队两个师亦乱；红军正面佯攻之师乘机出击，白军遂全军大混乱，向黎川城乌龟壳内逃窜。
此战红军以一万二千人，击溃三万余敌，仗虽打胜，俘虏不及千人，算是打了一个击溃仗，实际意义不大，如果没有当时共产国际代表李德的错误蛮横指挥，当时红一军团在，一、三军团靠拢作战，国军三个师十五个团当能全部歼灭；加上洵口歼灭之三个团，就是十八个团；再寻机歼敌二十个团左右，国军的第五次围剿就可能被粉碎，历史上也就没有二万五千里长征了。